# ميشال نجار
ميشال نجار (17 يناير 1958 -) سياسي لبناني، شغل منصب وزير الأشغال العامة والنقل في حكومة حسان دياب، منذ 21 يناير 2020، وفي 10 أغسطس 2020، استقالت الحكومة، وتولى تصريف الأعمال لحين تشكيل حكومة نجيب ميقاتي في 10 سبتمبر 2021.

## سيرة شخصية
حاصل على ماجستير هندسة من الجامعة الأميركية في بيروت، وعلى دكتوراه في الهندسة المدنية من جامعة ولاية أوكلاهوما، عمل كأستاذ محاضر في جامعة البلمند، وساهم في تأسيس كلية الهندسة فيها وتوسيعها، كما تولى في ذات الجامعة عمادة كليتي الهندسة والعلوم ونيابة الرئاسة لشؤون الإدارة والتطوير والعلاقات العامة منذ 1991.

## استقالة الحكومة
في 10 أغسطس 2020، أعلن حسان دياب استقالة حكومته على خلفية انفجار مرفأ بيروت الذي وقع في 4 أغسطس 2020، على أن تقوم الحكومة بتصريف الأعمال لحين تشكيل حكومة جديدة.